# Guibert Kaukesel
Maistre Guibert Kaukesel, o Hubert Chaucesel (fl. 1230 ca.-1255), è stato un troviero  originario di Arras, dove in un documento della Cattedrale di Notre-Dame del 1250 viene chiamato canonico.
Il suo titolo indica che fosse probabilmente un maestro delle arti. È stato inoltre un membro del circolo letterario attivo ad Arras alla metà del secolo.
Le quattro chansons courtoises rimaste di Guibert sono:
Chanter voudrai d'amours qui m'est estraigne,
Fins cuer enamourés,
Quant voi le dous tens aparoir e
Un chant nouvel vaurai faire chanter.
Guibert dedica Fins cuer, che è raro nella sua struttura esasillabica isometrica, ai suoi colleghi artesiani Jehan Erart, Colart le Boutellier e Dragon (Drogon). Tutti e quattro le composizioni differiscono nella struttura musicale. Un chant nouvel è una rotrouenge e Quant voi è l'unico nella comune forma bar. Le chansons sono melodicamente semplici, ristrette nell'estensione e hanno forti centri tonali.

## Fonti
- (EN)  Karp, Theodore C. "Guibert Kaukesel." Grove Music Online. Oxford Music Online. (url consultato il 20 settembre 2008).
- (FR)  Dyggve, Holger Petersen. Onomastique des trouvères. Ayer Publishing, 1973.